# Cour constitutionnelle de Thaïlande
Pour les autres articles nationaux ou selon les autres juridictions, voir Cour constitutionnelle.
En Thaïlande, la Cour constitutionnelle (thaï : ศาลรัฐธรรมนูญ ; transcription : San Rattha Thammanun ; prononciation : sǎːn rát.tʰā.tʰām.mā.nūːn) est une cour chargée d'examiner la constitutionnalité des décisions parlementaires, des décrets royaux, des propositions de lois, ainsi que de la nomination de certains hauts fonctionnaires et de questions concernant les partis politiques du pays.
Elle a été fondée par la constitution de la Thaïlande en 1997. Dissoute lors du coup d’État de 2006, elle a été rétablie par la constitution de 2007.
Elle compte neuf membres et a son siège à Bangkok, la capitale.

## Décisions marquantes
La Cour constitutionnelle est parfois accusée d'orchestrer des « coups d'État judiciaires », préparant le terrain aux coups d'État militaires de 2006 contre Thaksin Shinawatra et de 2014 contre Yingluck Shinawatra. 
Elle est aussi intervenue pour renverser en 2008 le premier ministre Samak Sundaravej pour avoir participé à une émission de cuisine à la télévision thaïlandaise, jugeant cette activité incompatible avec sa fonction.
Elle dissout en 2020 le parti Nouvel avenir en raison de son opposition parlementaire au budget pour l'armée et la monarchie et prononce pour ses fondateurs, l'homme d'affaires Thanathorn Juangroongruangkit et le constitutionnaliste Piyabutr Saengkanokkul, une peine d'inéligibilité de dix ans. 